# 3 Doński Oddział Samolotowy
3 Doński Oddział Samolotowy (ros. 3-й Донской самолётный отряд) – oddział sił lotniczych Armii Dońskiej w 1919 r.
Oddział został sformowany pod koniec lutego 1919 r. w Nowoczerkasku. Na jego czele stanął ppłk Konstantin N. Antonow. Służyli w nim m.in. esauł K. M. Żerebcow, czy kpt. Władimir I. Striżewski. Pierwszym zadaniem bojowym oddziału było ustanowienie kontaktu i wsparcie dla powstańców kozackich walczących z wojskami bolszewickimi nad Górnym Donem, co miało miejsce na przełomie kwietnia/maja 1919 r. Pod koniec maja tego roku oddział został skierowany do stanicy Niżnie-Czirskaja, gdzie podporządkowano go 1 Armii Dońskiej gen. lejt. Konstantina K. Mamontowa, przekształconej następnie w I Samodzielny Korpus Doński. Lotnicy oddziału wspierali z powietrza jego walki z oddziałami bolszewickimi.